# 재닛 휴버트
재닛 휴버트(영어: Janet Hubert, 영어 발음: /ˈdʒænɪt/, 1956년 1월 13일~)는 미국의 배우이다.

## 출연 작품

### 영화
- No Letting Go (2015)

### 텔레비전
- 더 프레시 프린스 오브 벨 에어 (1990-93)